# Carspach
Carspach es una comuna francesa, situada en el departamento de Alto Rin, en la región  de Alsacia.

## Demografía
| 1125 | 1291 | 1447 | 1448 | 1685 | 1761 | 1676 | 1666 | 1546 | 1620 |
| Para los censos de 1962 a 1999 la población legal corresponde a la población sin duplicidades (Fuente: INSEE [Consultar]) |      |      |      |      |      |      |      |      |      |

## Personajes célebres
- Jean-Georges Hartmann (1832-1876), official caballero de la Legión de Honor.
- Georges Ernest Meyberger (1862-1933), cura decano de Hirsingue.
- Benoît Hartmann (1865-1945), pintor.
- Auguste Hartmann (1867-1940), médico.
- Eugène Hartmann (1868-1924), cura de Folgensbourg.
- Joseph Walch (1870-1958), veterinario e historiador.
- Albert Walch (1875-1944), ingeniero civil.
- Charles Hartmann (1879-1945), médico.
- Charles Hartmann (1881-1956), sindicalista.
- Gérard Hartmann (1907-1956), senador.